# Waldlaubersheim
Waldlaubersheim is een plaats in de Duitse deelstaat Rijnland-Palts, en maakt deel uit van de Landkreis Bad Kreuznach.
Waldlaubersheim telt 801 inwoners.

## Bestuur
De plaats is een Ortsgemeinde en maakt deel uit van de Verbandsgemeinde Stromberg.

## Etymologie
Waldlaubersheim werd in 1155 nog geschreven als Laubersheim en Liebersheim.

## Topografie
Het grondgebied van Waldlaubersheim beslaat het noordelijk deel van de gemeente Waldalgesheim. Het grenst in het oosten aan gemeente Rümmelsheim, in het noorden aan Waldalgesheim, in het westen aan Schweppenhausen en in het zuiden aan Windesheim. De zuidtgrens worden gevormd door respectievelijk het Hahnenbach.

## Bezienswaardigheden
De neogotische snelweg kerk "Martinskirche" uit 1190.

## Cultuur
Sinds de jaren 2008 wordt in de zomer het oogstfeest in het dorp gehouden. Het festival wordt georganiseerd door het plaatselijke jongerencentrum in samenwerking met (oud-)dorpsbewoners.

## Verkeer en vervoer
Ten westen van het dorp ligt afslag 47 van de A61 naar Mainz en Keulen; bij de afslag is eveneens aansluiting op de L236 naar Bad Kreuznach. Tussen het dorp en de omliggende kernen liggen daarnaast fietspaden.